# Umowa paryska
Umowa paryska zwana czasem porozumieniem paryskim – polityczne i pozakonstytucyjne zobowiązanie się prezydenta RP na uchodźstwie do wykonywania swoich uprawnień w porozumieniu z premierem.
30 listopada 1939 roku prezydent Władysław Raczkiewicz w przemówieniu do kraju wygłoszonym w polskiej rozgłośni radia paryskiego stwierdził: W ramach konstytucji kwietniowej postanowiłem te jej przepisy, które uprawniają mnie do samodzielnego działania, wykonywać w ścisłym porozumieniu z prezesem Rady Ministrów.  Prezydent, zrzekając się w ten sposób prerogatyw, osłabił swoją pozycję ustrojową w konstytucji kwietniowej, która dawała mu władzę niemalże absolutną. Do uprawień, których dotyczyła umowa, należały (art. 13 ust. 2 konstytucji kwietniowej):
1. wskazywanie jednego z kandydatów na Prezydenta Rzeczypospolitej i zarządzanie głosowania powszechnego;
2. wyznaczenie na czas wojny następcy Prezydenta Rzeczypospolitej;
3. mianowanie i odwoływanie Prezesa Rady Ministrów, Pierwszego Prezesa Sądu Najwyższego i Prezesa Najwyższej Izby Kontroli;
4. mianowanie i zwalnianie Naczelnego Wodza i Generalnego Inspektora Sił Zbrojnych;
5. powoływanie sędziów Trybunału Stanu;
6. powoływanie senatorów piastujących mandat z wyboru Prezydenta Rzeczypospolitej;
7. mianowanie i zwalnianie Szefa i urzędników Kancelarii Cywilnej;
8. rozwiązywanie Sejmu i Senatu przed upływem kadencji;
9. oddawanie członków Rządu pod sąd Trybunału Stanu;
10. stosowanie prawa łaski.

Podkreślić należy wyraźnie niekonstytucyjny charakter tej umowy. Prezydent nie miał bowiem możliwości scedowania swoich osobistych uprawnień na inną osobę, czyniąc to wyłącznie na podstawie własnej deklaracji – mogło to nastąpić wyłącznie poprzez nowelizację przepisów konstytucji, a tej mocy prezydent, nawet w czasie stanu wojennego, nie miał. Umowa stanowiła jednak istotny element z punktu widzenia bieżącej polityki wewnętrznej rządu na uchodźstwie, będący wyrazem pewnego kompromisu pomiędzy przedstawicielami sanacji, z którą związany był prezydent Raczkiewicz, a opozycją reprezentowaną przez premiera gen. Władysława Sikorskiego, którego obóz polityczny nie uznawał konstytucji kwietniowej za legalną.
Oficjalny charakter umowa paryska zyskała po opublikowaniu jej tekstu w Monitorze Polskim, co miało miejsce 9 grudnia 1939 roku w Angers.